# بچه‌ننه (فیلم ۲۰۰۷)
بچه‌ننه (انگلیسی: Mama's Boy) فیلمی در ژانر کمدی به کارگردانی تیم همیلتون است که در سال ۲۰۰۷ منتشر شد.

## خلاصه داستان
«جفری مانوس» ۲۹ ساله هنوز در خانهٔ مادر خود «جان» زندگی می‌کند. او هیچ دلیلی برای تغییر وضعیت خود نمی‌بیند تا اینکه مادرش با «مرت»، سخنگویی با انگیزه آشنا می‌شود. «مرت» با موفقیت از «جان» خواستگاری کرده و وارد قلمروی او می‌شود، چیزی که «جفری» نمی‌تواند تحمل کند و…

## بازیگران
- دایان کیتن
- جون هدر
- جف دانیلز
- آنا فاریس
- سارا چالک
- ایلای والاک
- مری کی پلیس
- ریس کویرو
- سایمون هلبرگ